# Kładka BP w Chicago
Kładka BP w Chicago (ang. BP Pedestrian Bridge, BP Bridge) – piesza kładka w biznesowej dzielnicy Chicago Loop w Chicago, Illinois w Stanach Zjednoczonych. Kładka łączy Millennium Park z Maggie Daley Park, oba tereny należą do większego kompleksu parkowego Grant Park. Zaprojektowana przez zdobywcę nagrody Pritzkera architekta Franka Gehry’ego i amerykańskie biuro architektoniczne Skidmore, Owings and Merrill LLP (założone w Chicago w 1936 roku), kładka została oddana do użytku razem z Millennium Park 16 lipca 2004 roku.
Nazwana na cześć firmy energetycznej BP, która przekazała 5 milionów dolarów na jej budowę, jest pierwszym ukończonym mostem zaprojektowanym przez Franka Gehry’ego. Kładka ze względu na jej zakrzywioną formę z lotu ptaka przypomina węża. Jej zewnętrzna strona została obudowana przez 10.000 stalowych paneli. Całkowity koszt projektu wyniósł 14,500 milionów dolarów. Z kładki otwierają się widoki na panoramę Chicago, jezioro Michigan, zabytkową dzielnicę Michigan Boulevard i Grant Park.

## Historia
W lutym 1999 r. miasto Chicago ogłosiło, że prowadzi negocjacje z Frankiem Gehrym w sprawie zaprojektowania muszli koncertowej (obecnie Jay Pritzker Pavilion), a także kładki dla pieszych przechodzącej przez Columbus Drive między Millennium Park i Daley Bicentennial Plaza. Projekt Gehry’ego został wybrany w konkursie przeprowadzonym w 2001 roku.  

## Opinie
W Chicago Tribune Blair Kamin napisał: "w świecie, który zwykle preferuje najprostszą trasę z punktu A do punktu B, tylko supergwiazda, taka jak Gehry, mogła zaprojektować most, który przypomina gigantycznego srebrnego węża z łuskowatą skórą". Sam Gehry uważa jednak, że kształt kładki przypomina płynącą rzekę.

## Galeria

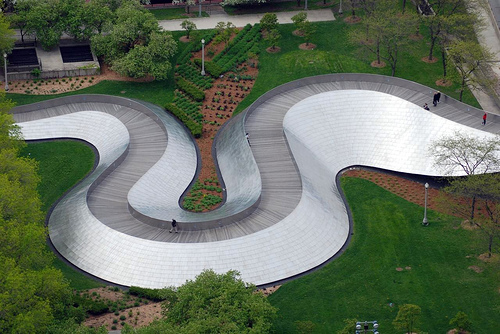
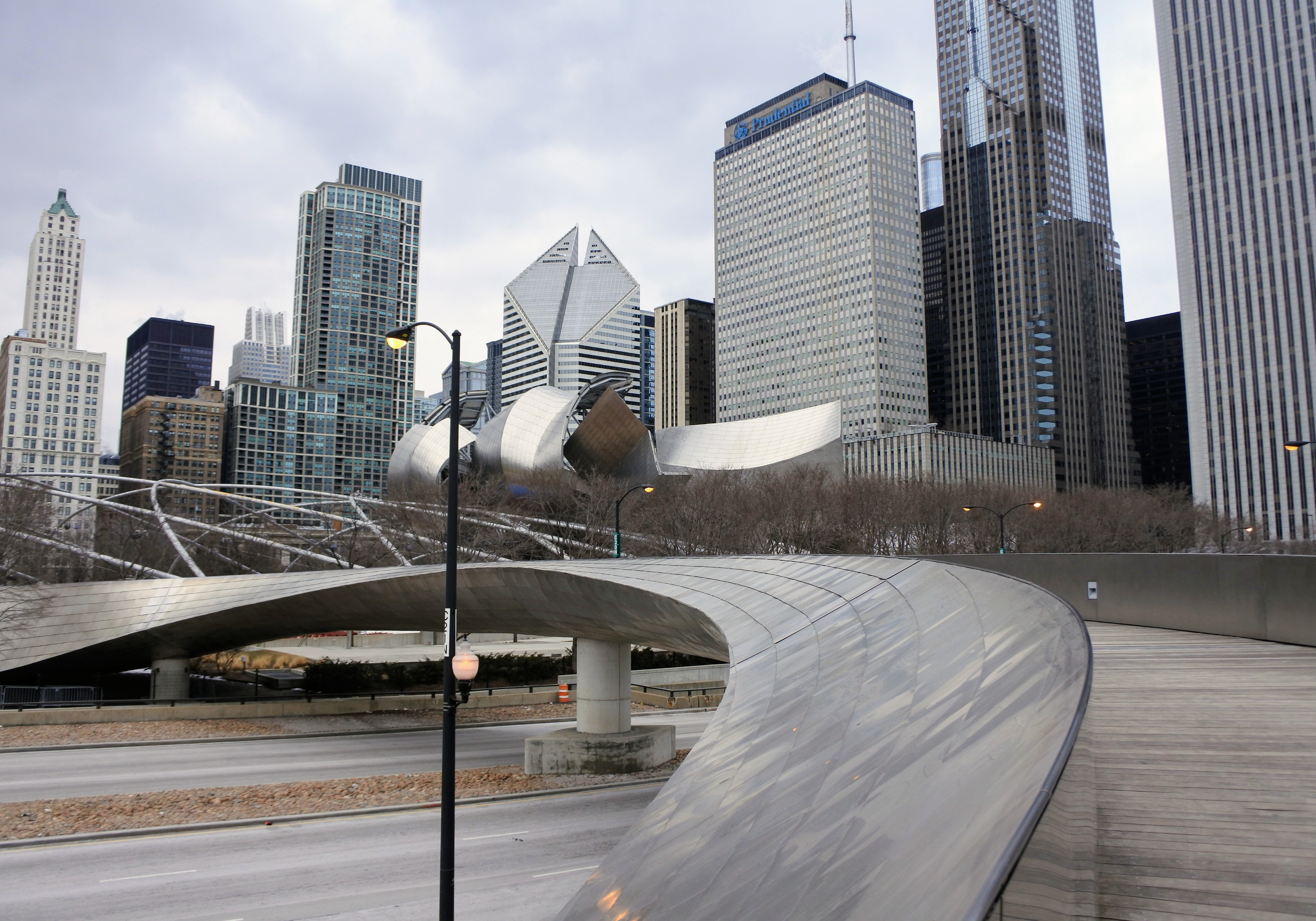
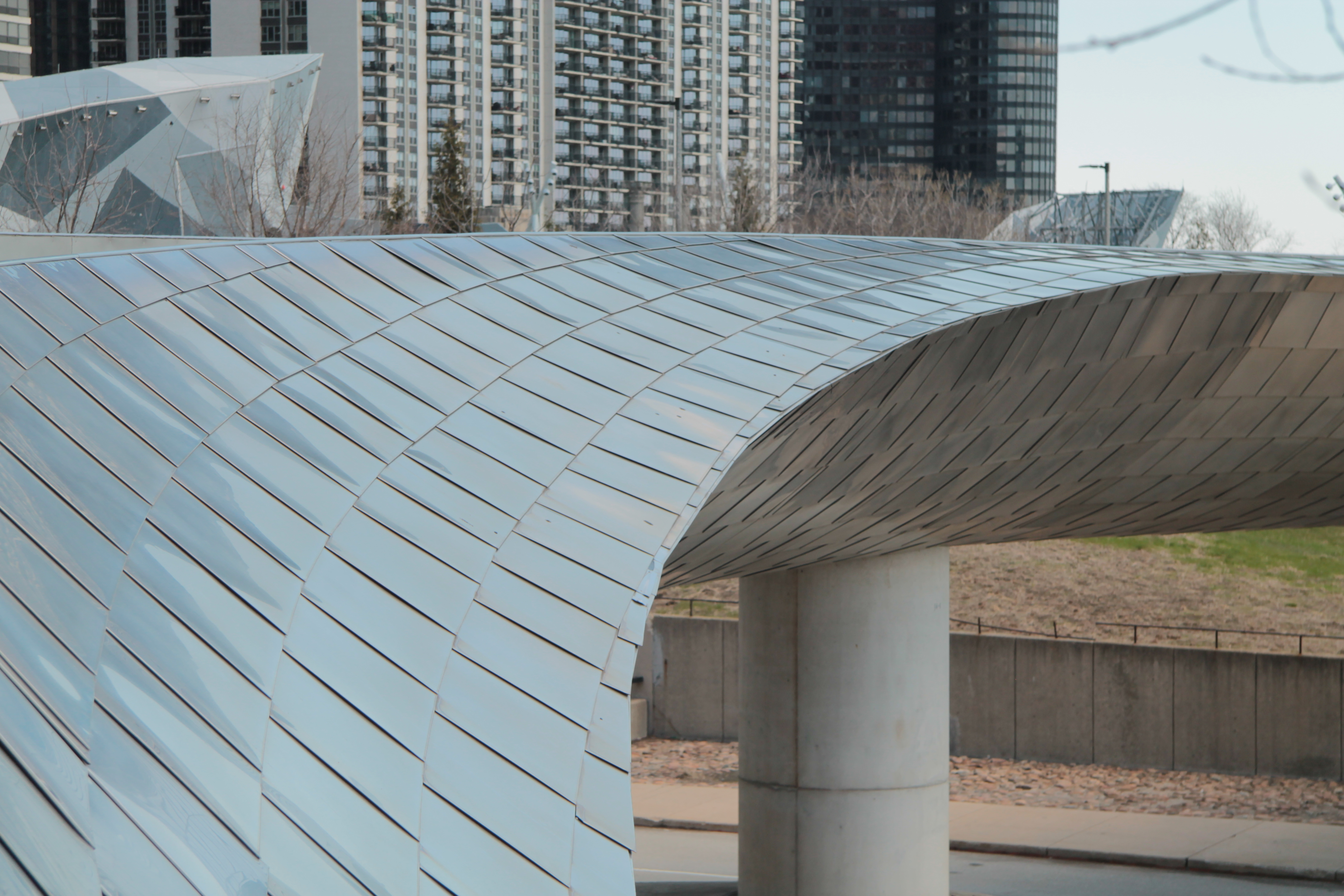
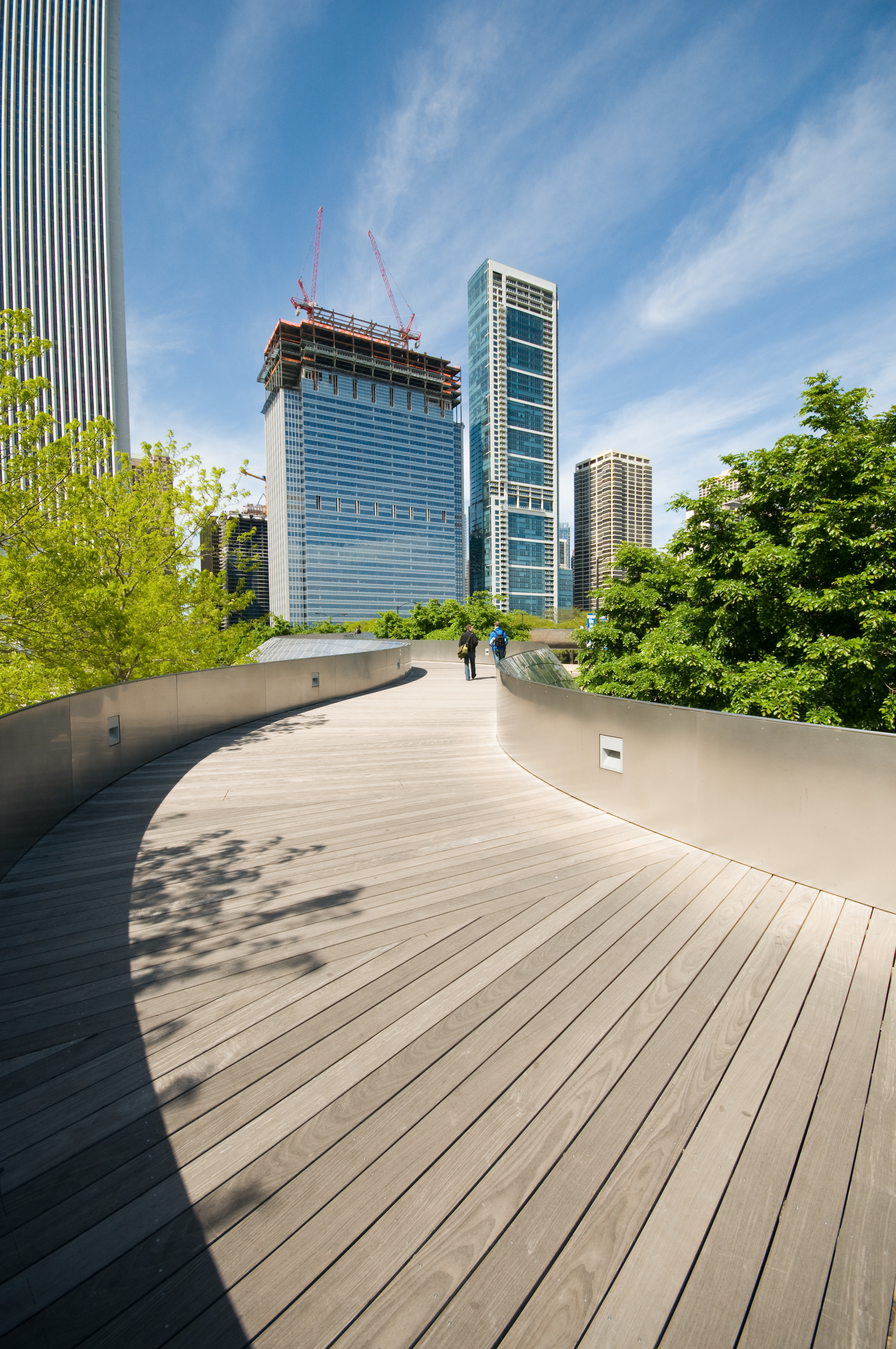
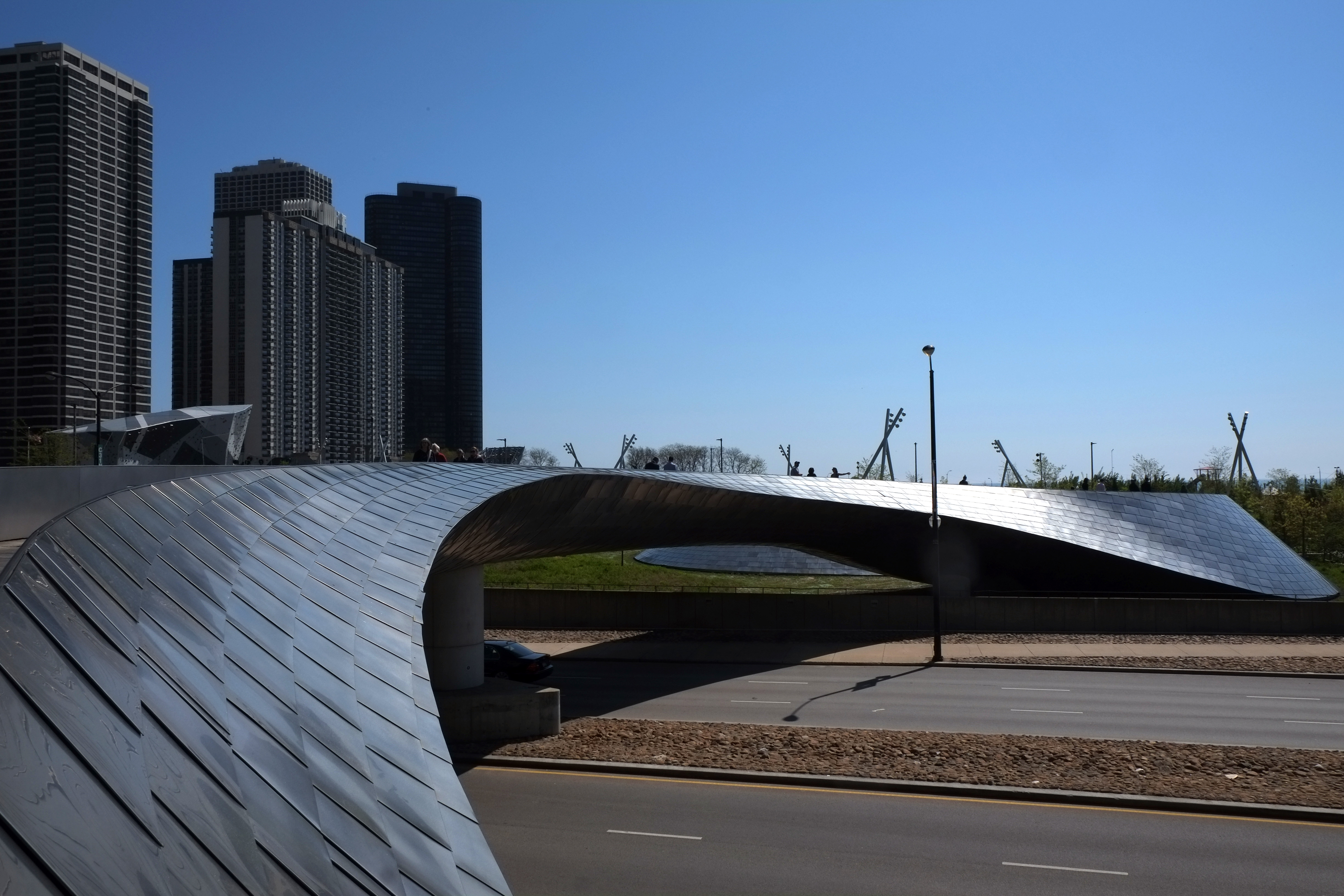
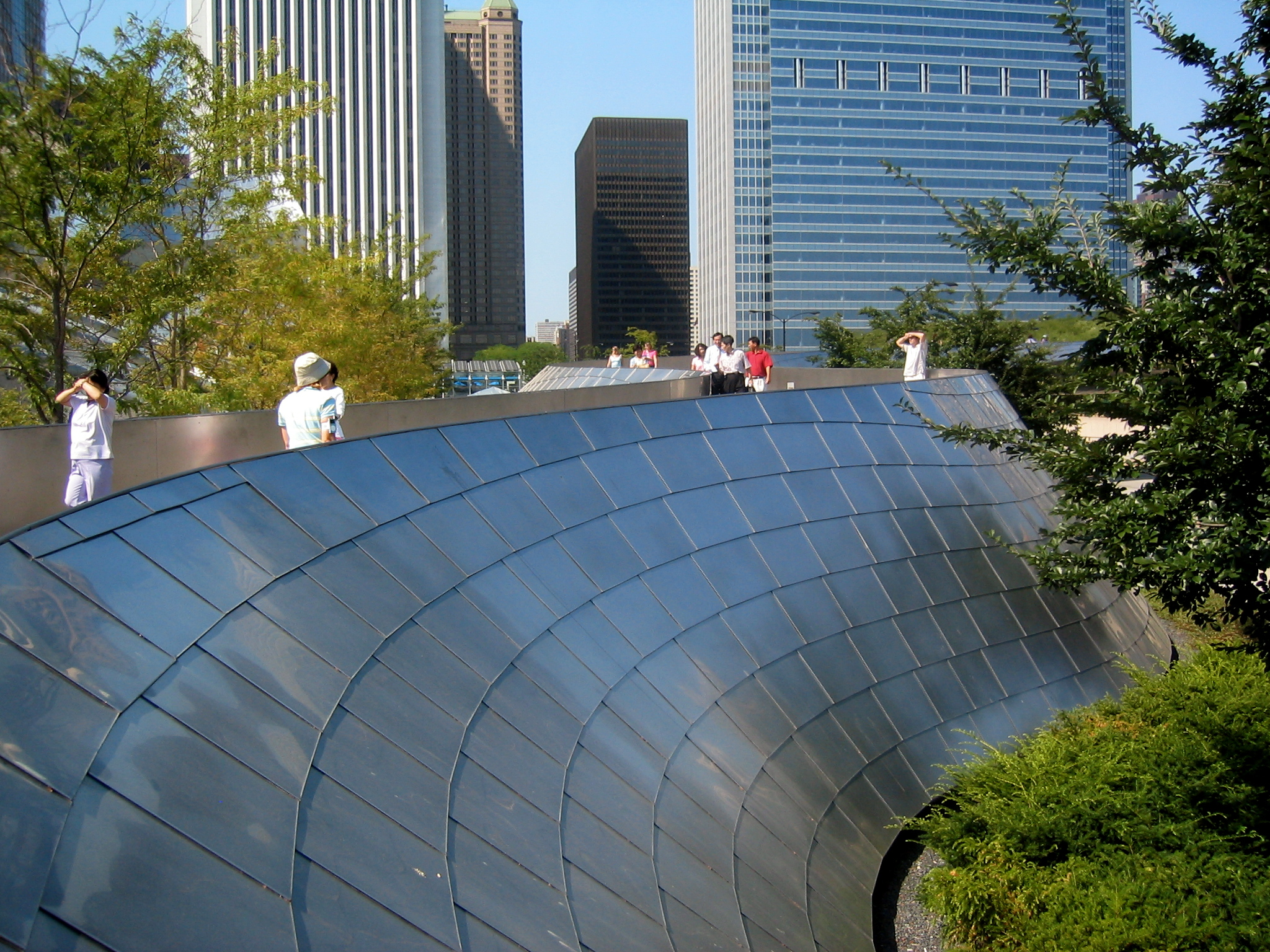
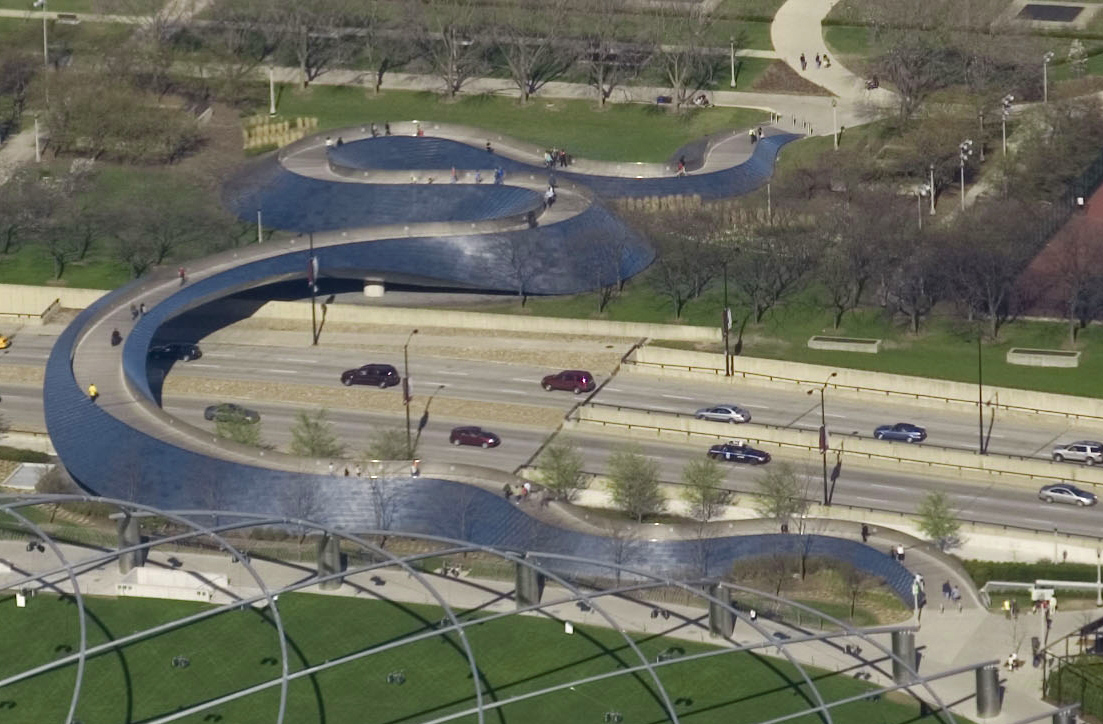
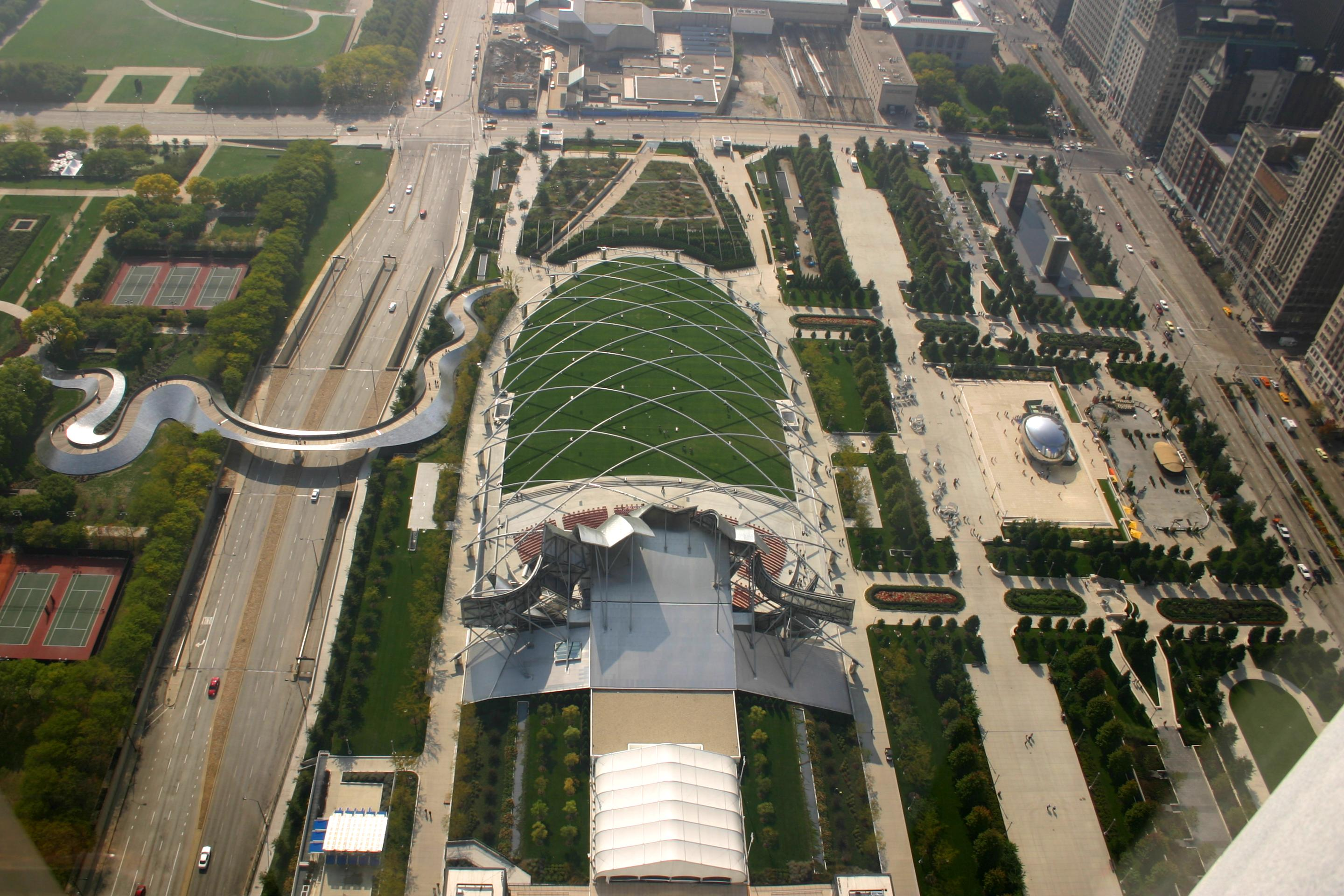